# Буяльський Наполеон Миколайович
Буяльський Наполеон Миколайович — (? — ?) — український художник, педагог, меценат знайомий Тараса Шевченка.

## Родина
Походить зі старого шляхетського роду. Його дід Адам Андрійович був дрогицьким скарбником. Батько Микола Адамович в 1809 році дідич села Майдан-Борківський на Поділлі. Мав братів: Томаша, Ксаверія та Францишека.

## Освіта
Початкову фахову освіту отримує у Крем'янецькому ліцеї, де на той час рисунок і живопис викладав відомий та талановитий портретист, дійсний член Віденьської академії мистецтв Юзеф Пічман. Будучи матеріально забезпеченим, Буяльський продовжує художню освіту за кордоном, куди виїжджає у 1827 році та навчається у найкращих і відоміших тогочасних Академіях мистецтв — у 1828 році в Берлінській, у Дюссельдорфській (1829–1832 роки), у Паризькій (1832–1838 роки), де одночасно відвідує паризькі приватні школи Гросса і Горація Вулета. Спеціалізується переважно на історичному та портретному живописі. У період перебування поза кордоном отримує як приватні так і державні замовлення. Так одне із замовлень отримує через тодішнього пера Франції міністра внутрішніх справ. Після цього від'їжджає до Італії.

## Заснування школи
В 1844 році оселяється в Києві та розробляє проект власної живописної школи.
1845 року, довідавшись про відкриття найближчим часом вакансії викладача рисунка в Імператорському університеті св. Володимира, приходить до думки викладати одночасно у своїй школі та в університеті, щоб можна було користуватися університетською художньою колекцією. Через це 20 листопада 1845 року подає до університету два рисунки академічних фігур для засвідчення самостійності їх виконання, а в 1846 році їде до Петербургу і за етюд з натури та представленими посвідченнями іноземних академій отримує від Академії мистецтв звання «некласного художника» історичного та портретного живопису, після чого даремно бере участь як один із шести претендентів (окрім нього: Федір Біляєв, Павло Шлейфер, Йосип Габерцеттель, Тарас Шевченко та Гаврило Васько) у конкурсі на зайняття посади викладача рисунка в університеті, яка звільнилася після виходу на пенсію Капітона Степановича Павлова.
У 1844–1850 роках будує спеціально пристосований для школи будинок на дев'ять кімнат недалеко від університету на вулиці Кадетській. В одній кімнаті живе сам, у п'ятьох — міститься школа, а три кімнати відбирає міська влада для помешкань.
Відкриття «Публічної методичної школи живопису» відбулося 1 квітня 1850 року.
Школа давала якісну освіту, про що свідчить відгук від 30 квітня 1854 року Академії мистецтв на роботи учнів які надсилались разом зі звітами:
|  | Рада Імператорської Академії Мистецтв, після перегляду наданих Вами рисунків робіт учнів Вашої школи, вирішила повідомити Вам, що вона ці рисунки переглядала із задоволенням. |

Подібний відгук Академія надіслала і 25 травня 1857 року.
Але поступово мода на надання своїм дітям мистецької освіти серед заможних батьків згасла, і, хоча ще деякий час Буяльський навчав талановитих дітей з бідних сімей за власний кошт, все ж через це збіднів і школу був змушений закрити у 1858 році.

## Роботи
Про твори художника відомо лише те, що він розписував Олександрівський костел у Києві.

## Відомі учні
- Бальмен Яків Петрович (* 10 серпня 1813, Линовиця — † 26 липня 1845) — український художник-аматор, офіцер, автор кількох рукописних повістей, що за життя не були опубліковані, онук Антона де Бальмена. Приятель Тараса Шевченка і перший ілюстратор рукописного «Кобзаря» Шевченка.
- Бальмен Сергій Петрович де — (*7 грудня 1816 — †?) — молодший брат Якова де Бальмена, талановитий аквареліст.
- Башилов Михайло Сергійович (18 жовтня 1821 — †1870) — російський художник-ілюстратор і перший ілюстратор рукописного «Кобзаря» Шевченка.
- Іван Ярмохович[3] (нар.1828, Новоград-Волинський — пом.1896, Златопіль) — український художник, педагог.